# Joanna Newsom
Joanna Caroline Newsom (* 18. ledna 1982) je americká hudební skladatelka, harfenistka, zpěvačka, klavíristka a příležitostně také herečka. Pochází ze severní části Kalifornie. V mládí studovala hru na harfu a hudební kariéru zahájila během vysokoškolských studií v sanfranciské indie kapele The Pleased jako klávesistka. Svá první sólová EP Walnut Whales (2002) a Yarn and Glue (2003) vydala vlastním nákladem. První studiové album nazvané The Milk-Eyed Mender vydala v roce 2004 u nezávislého vydavatelství Drag City, kterému je věrná po celou kariéru. Následovala alba Ys (2006), Have One on Me (2010) a Divers (2015). Jako herečka si zahrála v jednotlivých epizodách televizních seriálů Portlandia a Brooklyn 99 a také v celovečerním snímku Inherent Vice (2014).

## Životopis
Narodila se v roce 1982 do rodiny lékařů, má staršího bratra Petera a mladší sestru Emily. Otec hrál na kytaru a matka na klavír. Vyrostla v kalifornském městě Nevada City. V dětství prošla waldorfským vzdělávacím systémem, kde se nazpaměť učila dlouhé texty o posvátných zvířatech, recitaci a divadlu.
Hudební vzdělání nabývala od mládí. Začínala studiem hry na klavír, později přešla na menší keltskou harfu, posléze na klasickou pedálovou harfu. Od 12 let navštěvovala letní školu Lark Camp, kde si pod vedením harfenistky Diany Stork mj. osvojila polymetrickou hru na koru. Vystudovala skladbu a tvůrčí psaní na Mills College při Northeastern University v kalifornském Oaklandu.
V roce 2013 si za manžela vzala amerického komika Andyho Samberga. Pár má dvě děti (* 2017 Rachel, * 2023). Společně žijí v rezidenci Moorcrest v Beachwood Canyon v Los Angeles.
Vyjma hudby je Joanna Newsom fanynkou navrhování interiérů a historie designu nábytku. Zajímá se především o francouzské art deco a tvorbu Jeana Royèra (1902–1981).

## Hudební styl a vlivy
Její tvorba je řazena do proudu nezávislého folku, často je spojována s hnutím New Weird America a freak folku, což je mj. odrazem koncertního turné s Devendrou Banhartem a kapelou Vetiver, které se uskutečnilo v létě 2004. Sama se k žádnému konkrétnímu hnutí nehlásí. Raná tvorba hudebnice byla silně ovlivněna polyrytmií, kterou po vydání alba Ys opustila. V její tvorbě je patrný vliv domorodé appalačské hudby, amerického country, čerpá rovněž z barokní a západoafrické hudby. Newsom má pozitivní vztah k hudbě 70. let 20. století. Dekádu označila jako "dobu rozkvětu analogových nahrávek, ze kterých je cítit autorský vklad."
Hlas zpěvačky je označován jako mezzosoprán. Newsom si byla vědoma, že nemá klasicky libozvučný hlas. Ke zpěvu ji inspiroval až specificky lidově baladický hlas americké folkové zpěvačky Texas Gladden. Trému v počátcích kariéry překonávala tréninkem zpěvu a capella. Hudebnice několikrát vyjádřila zklamání, že její hlasový projev je označován za dětinský. V roce 2009 nemohla dva měsíce mluvit ani zpívat v důsledku hlasových uzlíků, které výrazně proměnily její hlasový projev na třetím studiovém albu Have One on Me (2010).
Texty písní si Newsom skládá sama. Kritici je hodnotí jako poetické, narativní, metaforické a literárně poučené. Hudebnice v textech nezřídka cituje literární díla, např. báseň Ozymandias od Percy B. Shelleyho ve skladbě Sapokanikan nebo pasáže z románu Finnegans Wake od Jamese Joyce ve skladbě Time, As a Symptom.

## Hudební kariéra

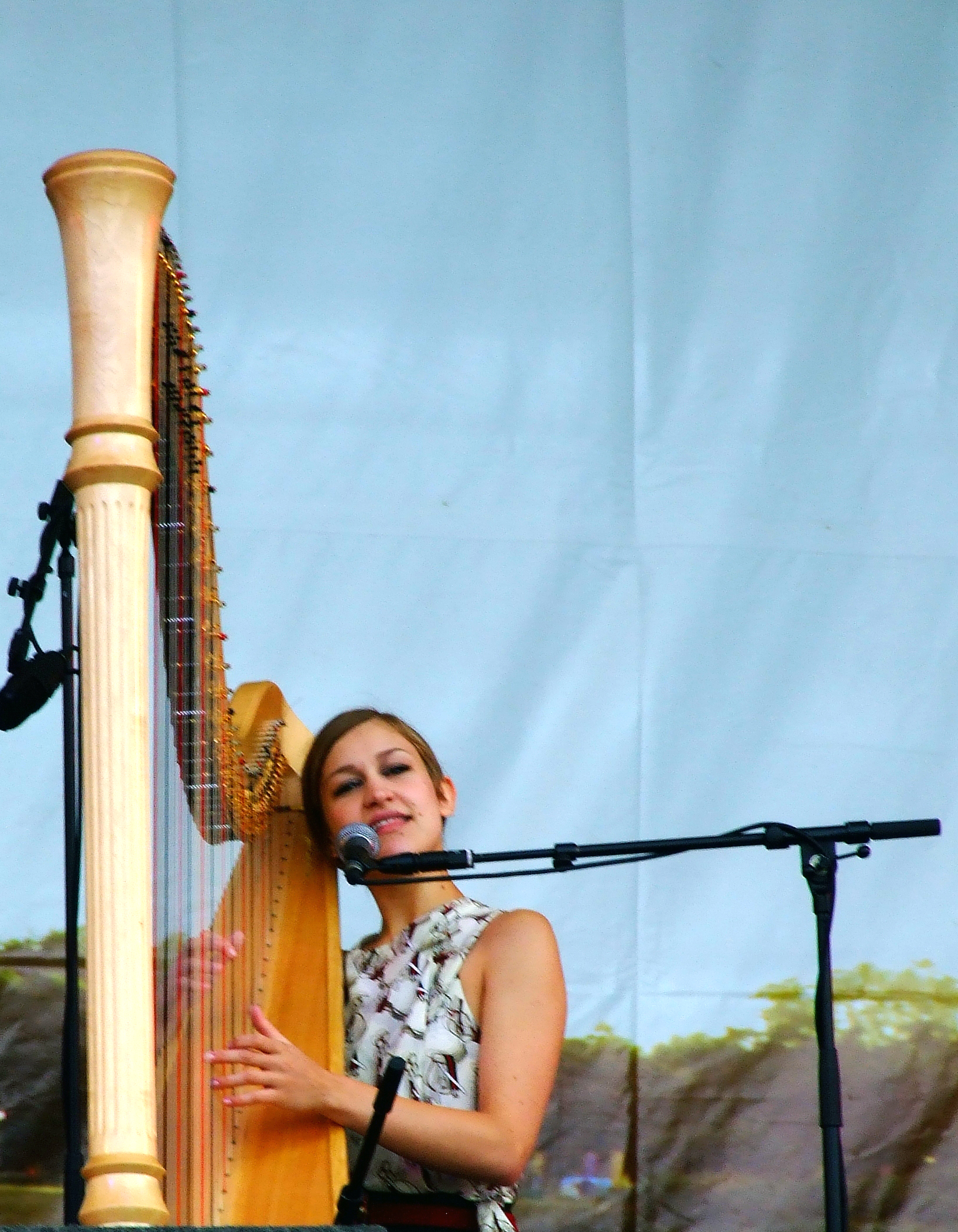
Joanna Newsom na hudebním festivalu Latitude (2008)

Joanna Newsom doposud vydala čtyři studiová alba, která byla kritiky oceňována, stejně tak se dobře prodávala. Prvního alba Milk-Eyed Mender (2004) se prodalo více než 200 000 kopií, druhého alba Ys (2006) více než 250 000 kopií. Prozatím poslední album Divers (2015) zaznamenalo během prvního víkendu 14 000 prodaných kopií.
Hudebnice mezi lety 2004–2023 odehrála přes 250 veřejných vystoupení obvykle spojených s promo turné k aktuálně vydávaným deskám. Vystupuje převážně v domovských Spojených státech amerických, s nižší frekvencí ve Velké Británii a dalších evropských zemích, v Japonsku a v Austrálii. V České republice odehrála prozatím jediný koncert 14. září 2007 v pražském Divadle Archa. Zahrála si na velkých hudebních festivalech Pukkelpop (Belgie, 2004), Roskilde (Dánsko, 2005), Green Man Festival (Velká Británie, 2007, 2010), Big Ears Festival (USA, 2010), stejně tak měla společné koncerty s výraznými hudebníky, jako jsou Björk, Sufjan Stevens, Robin Pecknold, Philip Glass nebo s losangeleskými a sydneyskými filharmoniky. Od roku 2020 vystupuje sporadicky. V březnu 2023 překvapivě vystoupila jako host na koncertu kapely Fleet Foxes v klubu The Belasco v Los Angeles, na kterém odehrála několik nových, doposud nevydaných písní.

## Diskografie
| Studiová alba        | Detaily                                                                                           | Stopáž [min.:ss.] |
| -------------------- | ------------------------------------------------------------------------------------------------- | ----------------- |
| The Milk-Eyed Mender | - Vydáno: 23. března 2004 - Vydavatelství: Drag City - Formáty: CD, LP, audiokazeta, digitálně    | 52:05             |
| Ys                   | - Vydáno: 14. listopadu 2006 - Vydavatelství: Drag City - Formáty: CD, LP, audiokazeta, digitálně | 55:38             |
| Have One on Me       | - Vydáno: 23. února 2010 - Vydavatelství: Drag City - Formáty: CD, LP, audiokazeta, digitálně     | 124:08            |
| Divers               | - Vydáno: 23. října 2015 - Vydavatelství: Drag City - Formáty: CD, LP, audiokazeta, digitálně     | 51:52             |

| EP                                   | Detaily                                                                            |
| ------------------------------------ | ---------------------------------------------------------------------------------- |
| Walnut Whales                        | - Vydáno: 2002 - vlastním nákladem - Formát: CD-R                                  |
| Yarn and Glue                        | - Vydáno: 2003 - vlastním nákladem - Formát: CD-R                                  |
| Joanna Newsom and the Ys Street Band | - Vydáno: 9. dubna 2007 - Vydavatelství: Drag City - Formáty: CD, 12"EP, digitálně |

## Filmografie
| Rok  | Titul                                          | Role                          | Poznámky                 |
| ---- | ---------------------------------------------- | ----------------------------- | ------------------------ |
| 2008 | Nebeští jezdci (film)                          |                               | hlas v anglickém dabingu |
| 2009 | MGMT – Kids (videoklip)                        | matka                         |                          |
| 2012 | Portlandia (seriál)                            | harfistka                     | S02E07                   |
| 2014 | Inherent Vice (film)                           | Sortilège                     | také jako vypravěčka     |
| 2016 | Popstar: Never Stop Never Stopping (mockument) | steam punk doktorka           |                          |
| 2021 | Brooklyn 99 (seriál)                           | Caroline Saint-Jacques Renard | S08E10                   |

## Názory
Newsom v roce 2015 kritizovala streamovací platformu Spotify, kterou označila za "banán hudebního průmyslu" a "zlotřilou kliku velkých vydavatelství", přičemž narážela na způsob, jakým Spotify odměňuje umělce. Dodala: "Hudební průmysl se samozřejmě mění a já to akceptuji. A způsob, jakým jsme v minulosti monetizovali tvorbu a spotřebu hudby, se také mění. A já to také přijímám. Nelíbí se mi to, ale přijímám to." Její hudba je dostupná na jiných streamovacích platformách, jako jsou Deezer, Apple Music, Pandora a Tidal.
Hudebnice v roce 2015 označila encyklopedický projekt Wikipedie za "úžasný". "Když si něco přečtu na Wikipedii, často mě to pošle novým směrem", glosovala nabyté informace o newyorské čtvrti kolem Washington Square Park, které Newsom inspirovaly k textu písně Sapokanikan z alba Divers.